# Fadejewo (Kaliningrad)
Fadejewo (russisch Фадеево, deutsch Neuhof-Hohenberg und Schunwillen, 1938–1945:Argenau, litauisch Šunvilai) ist ein Ort in der russischen Oblast Kaliningrad und gehört zur kommunalen Selbstverwaltungseinheit Stadtkreis Neman im Rajon Neman. Die Ortsstelle Schunwillen ist verlassen.

## Geographische Lage
Fadejewo liegt 15 Kilometer südwestlich der Kreisstadt Neman (Ratgnit) am Flüsschen Arge (russisch: Slaja). In den Ort führt die Kommunalstraße 27K-411, die von der Kommunalstraße 27K-187 von Schilino (Szillen) nach Kanasch (Jurgaiten/Königskirch) in südlicher Richtung abzweigt. Die nächste Bahnstation ist Schilino an der augenblicklich außer Betrieb gesetzten Bahnstrecke Tschernjachowsk–Sowetsk (Insterburg–Tuilsit).

## Geschichte

### Neuhof-Hohenberg
Der Ort Neuhof-Hohenberg war ein Wohnplatz zur Gemeinde Neuhof im Amtsbezirk Neuhof, zunächst im Kreis Ragnit und seit 1922 im Landkreis Tilsit-Ragnit.

### Schunwillen/Argenau (Jurjewo)
Das kleine seinerzeit Grüneiten-Schunwillen genannte Dorf bestand vor 1945 lediglich aus ein paar großen Höfen. Zwischen 1874 und 1945 war der Ort in den Amtsbezirk Neuhof eingegliedert, der bis 1922 zum Kreis Ragnit, danach zum Landkreis Tilsit-Ragnit im Regierungsbezirk Gumbinnen der preußischen Provinz Ostpreußen gehörte. Am 23. Juli 1905 wurde die Landgemeinde Grüneiten-Schunwillen in „Schunwillen“ (ohne Zusatz) umbenannt.
Im Jahre 1910 waren in Schunwillen 59 Einwohner registriert. Ihre Zahl stieg bis 1933 auf 75 und betrug 1939 noch 68.
Aus politisch-ideologischen Gründen erhielt Schunwillen am 3. Juni – amtlich bestätigt am 16. Juli – des Jahres 1938 die neue Bezeichnung „Argenau“. Im Jahr 1945 wurde das Dorf in Kriegsfolge mit dem nördlichen Ostpreußen in die Sowjetunion überführt. Hier bekam sie 1950 den russischen Namen Jurjewo.

### Fadejewo
Nach der Eingliederung in die Sowjetunion wurde der Wohnplatz Neuhof-Hohenberg im Jahr 1950 in Fadejewo umbenannt und gleichzeitig in den Dorfsowjet Schilinski selski Sowet im Rajon Sowetsk eingeordnet. Vor 1976 wurde der Ort Jurjewo an Fadejewo angeschlossen. Von 2008 bis 2016 gehörte Fadejewo zur Landgemeinde Schilinskoje selskoje posselenije und seither zum Stadtkreis Neman.

## Kirche
Schunwillen resp. Argenau war vor 1945 mit seiner überwiegend evangelischen Bevölkerung in das Kirchspiel der Kirche Szillen eingepfarrt und gehörte somit zur Diözese Ragnit im Kirchenkreis Tilsit-Ragnit innerhalb der Kirchenprovinz Ostpreußen der Kirche der Altpreußischen Union. Heute liegt Fadejewo im Einzugsbereich der neu entstandenen evangelisch-lutherischen Gemeinde in Bolschakowo (Groß Skaisgirren, 1938 bis 1946 Kreuzingen) in der Propstei Kaliningrad (Königsberg) der Evangelisch-lutherischen Kirche Europäisches Russland.